# L'Homme qui pleure

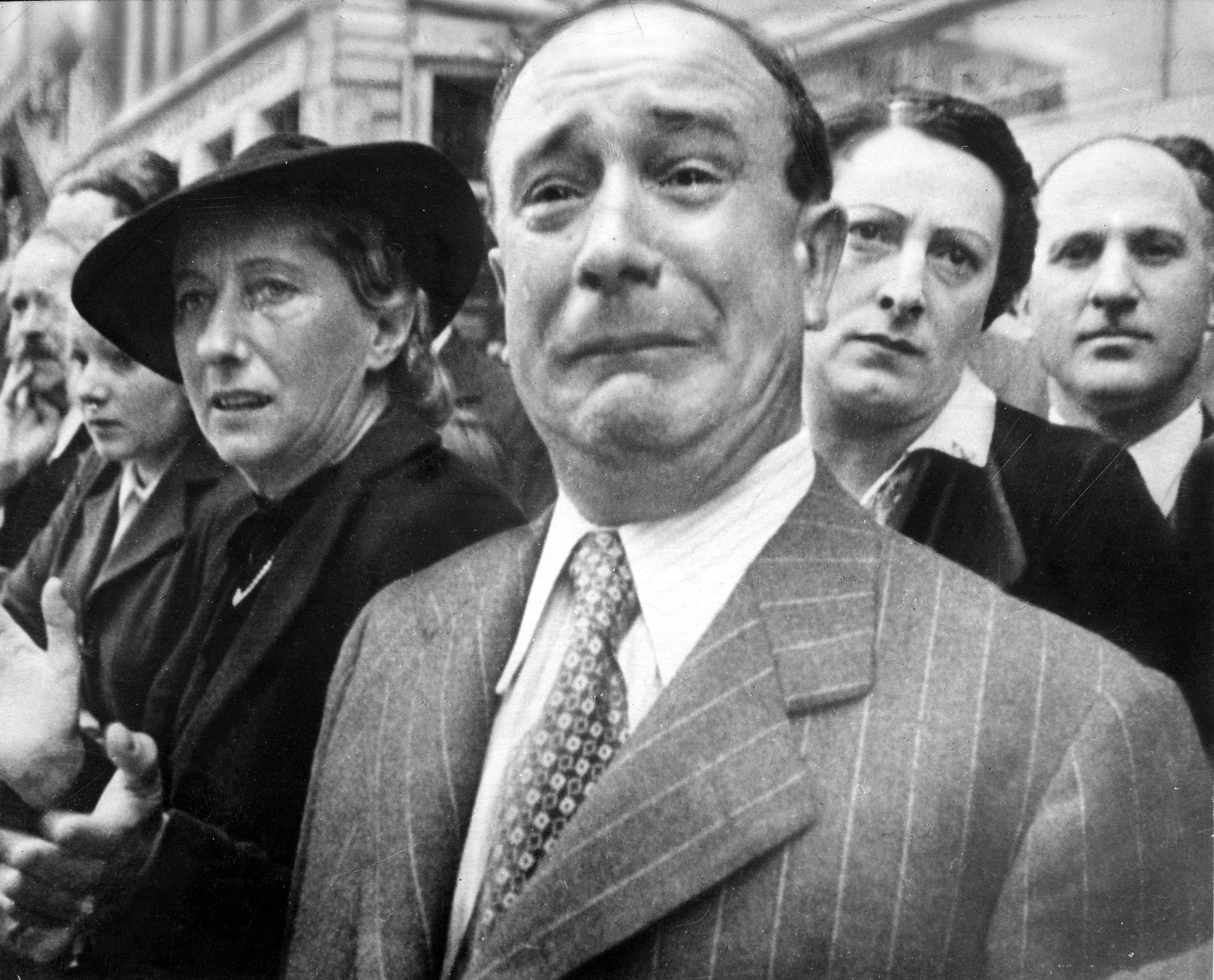
Le cliché iconique, issu des images filmées par Marcel de Renzis, tel que conservé par la National Archives and Records Administration.

L'Homme qui pleure — entre autres titres — est une image prise le 15 septembre 1940, montrant un homme pleurant devant le défilé sur la Canebière, à Marseille, des drapeaux des régiments français dissous qui quittent la métropole pour Alger, en Algérie française, quatre mois après la défaite de mai-juin 1940 et l'Armistice. La scène a été filmée par Marcel de Renzis, photographe au journal local Le Petit Marseillais et correspondant de l’agence américaine Keystone en France.
L'image n'a en fait pas de titre précis, mais est parfois évoquée sous les noms de « the weeping Frenchman » (litt. « le Français en larmes »), « l'homme qui pleure », « l'homme en pleurs de 1940 » ou « le Marseillais qui pleure ».
Cette image, comme film ou comme simple cliché issu du film, est mondialement diffusée et devient un symbole de la douleur de la France défaite par l'Allemagne nazie, particulièrement célèbre aux États-Unis. Le documentaire de propagande Diviser pour régner (1943) de Frank Capra l'inclut. Des erreurs sont cependant régulièrement commises et diffusées autour de l'origine de la photo, prétendant notamment qu'il s'agirait d'un Parisien pleurant à l'arrivée des troupes allemandes dans Paris en 1940.

## Prise de vue
Durant la bataille de France de mai à juin 1940, l'armée française est écrasée par celle du Troisième Reich. Le gouvernement français de Philippe Pétain signe l'armistice le 22 juin. Marseille, en zone libre, est dès lors le point de convergence de milliers de réfugiés et de soldats perdus, en partie décidés à fuir vers les pays alliés continuant le combat. Les hôtels de la ville sont saturés. Le vainqueur réclame au gouvernement la dissolution de régiments français comme le traité de Versailles l'imposa à l'Allemagne. Dans l'incertitude de ces premiers mois après la débâcle, des unités, ou du moins leurs symboles, quittent la métropole pour les territoires français en Afrique du nord. Ainsi, le 1er septembre 1940, 20 drapeaux de régiments dissous de la 15e région militaire sont arrivés à Marseille en gare Saint-Charles ; repliés dans leur gaine, ils ont été accompagnés par un cortège silencieux jusqu'à la préfecture des Bouches-du-Rhône ou la caserne du 141e RIA selon les sources.
Le 15 septembre 1940, 35 drapeaux déployés (29 régiments dissous et 6 régiments nord-africains de l'armée coloniale) sortent de la préfecture, traversent la rue Saint-Ferréol aux fenêtres pavoisées, et se dirigent vers le Vieux-Port, pour une cérémonie présidée par le général Dentz, commandant de la 15e région. Les 6 drapeaux coloniaux sont alors embarqués à bord d'un navire de la Marine nationale, qui appareille pour Alger au son de La Marseillaise, l'hymne national français. Les 29 drapeaux de régiments dissous sont, selon les sources, soit embarqués aussi pour l'Algérie, soit escortés vers la caserne Saint-Charles,.
Marcel de Renzis, photographe au journal Le Petit Marseillais et correspondant de l'agence photographique américaine Keystone, filme un court reportage sur cette cérémonie d'adieu. Il enregistre des images du défilé des soldats, de l'embarquement des drapeaux et les réactions émues des nombreux spectateurs. Parmi la foule massée ce dimanche le long de la Canebière pour voir passer la cérémonie d'adieu se trouve Jérôme Barzotti, le visage défait par la tristesse, versant une larme. Marcel de Renzis capture ce moment lorsqu'il passe au niveau du palais de la Bourse, sans spécialement prêter attention à cette personne. D'ailleurs, un article de Marseille-Matin le lendemain évoque une foule où « tant d'yeux pleuraient sous l'effet d'une émotion intense »,.

Le défilé des drapeaux jusqu'au port de Marseille et leur départ pour l'Afrique du nord, le 15 septembre 1940.
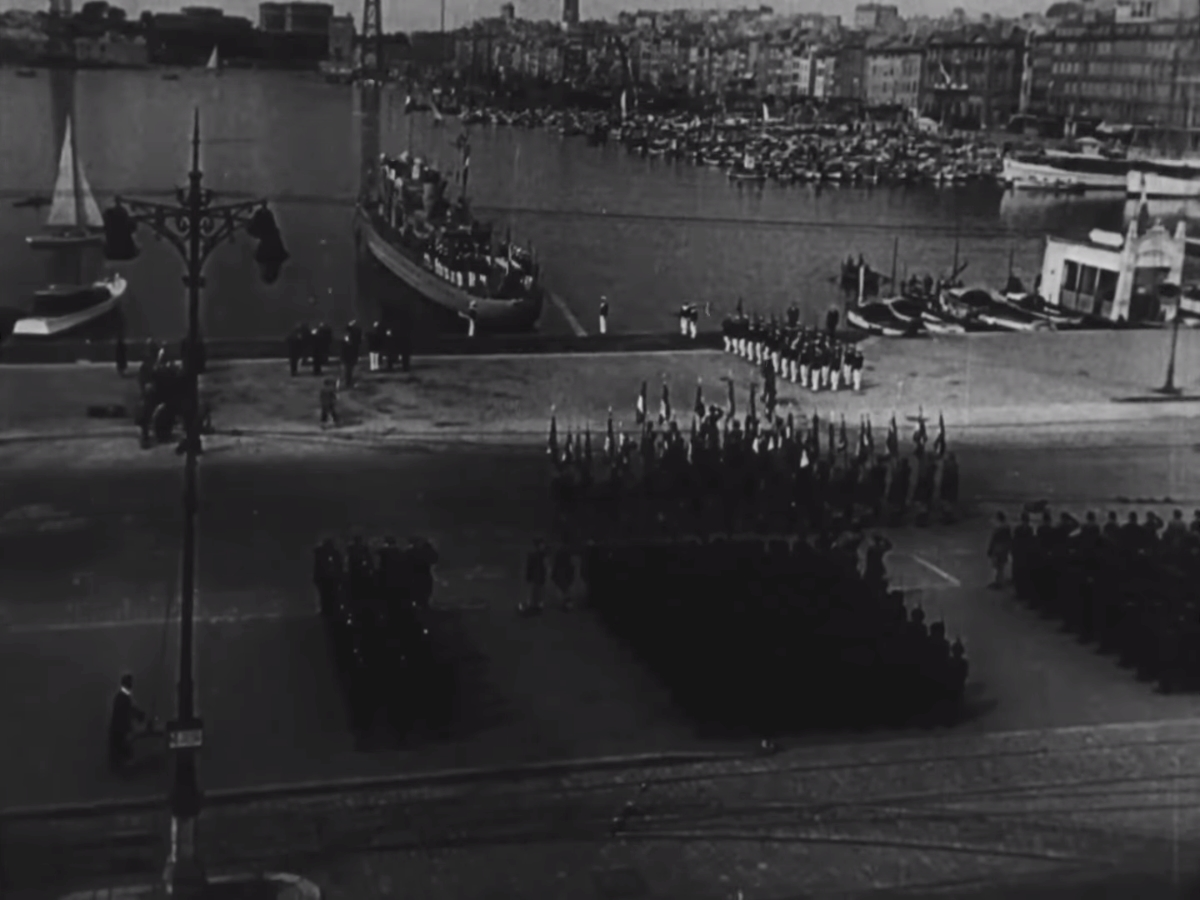
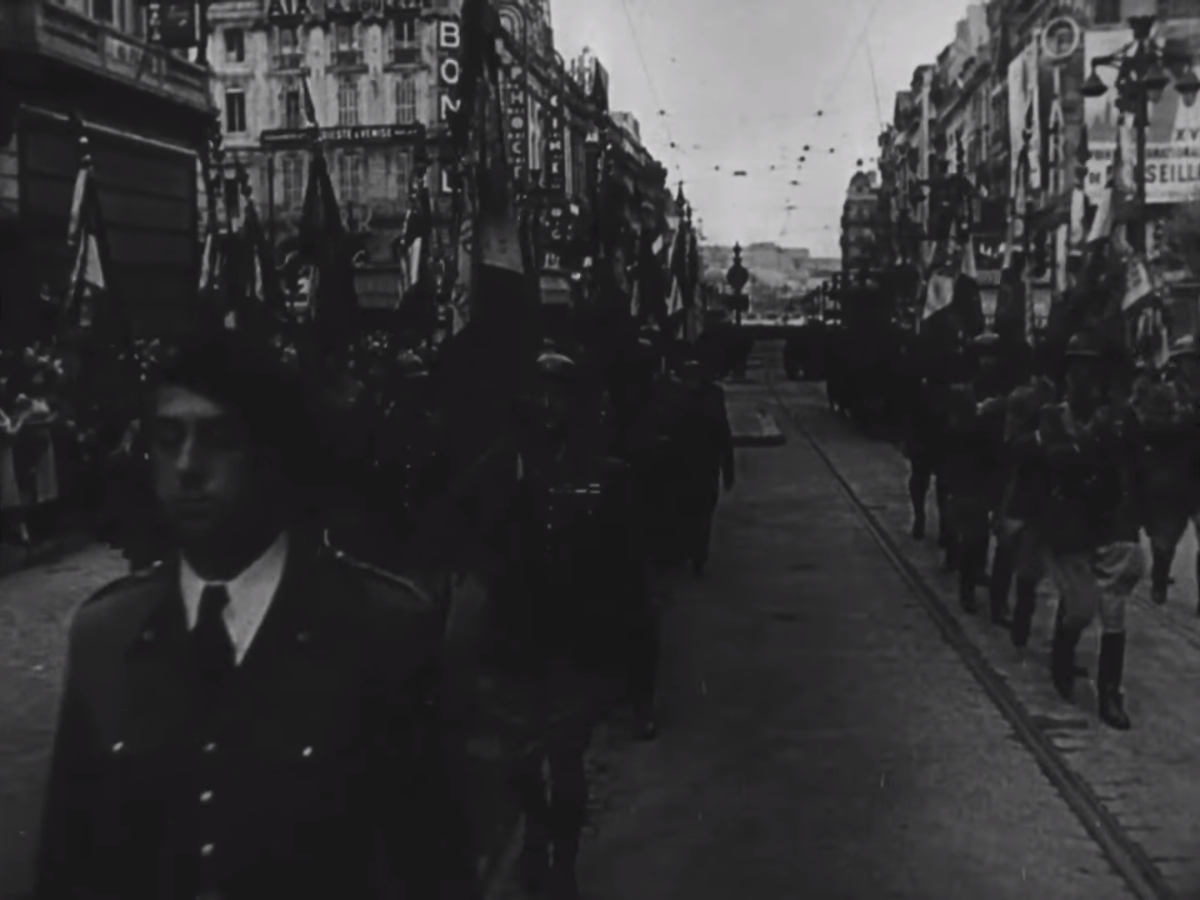
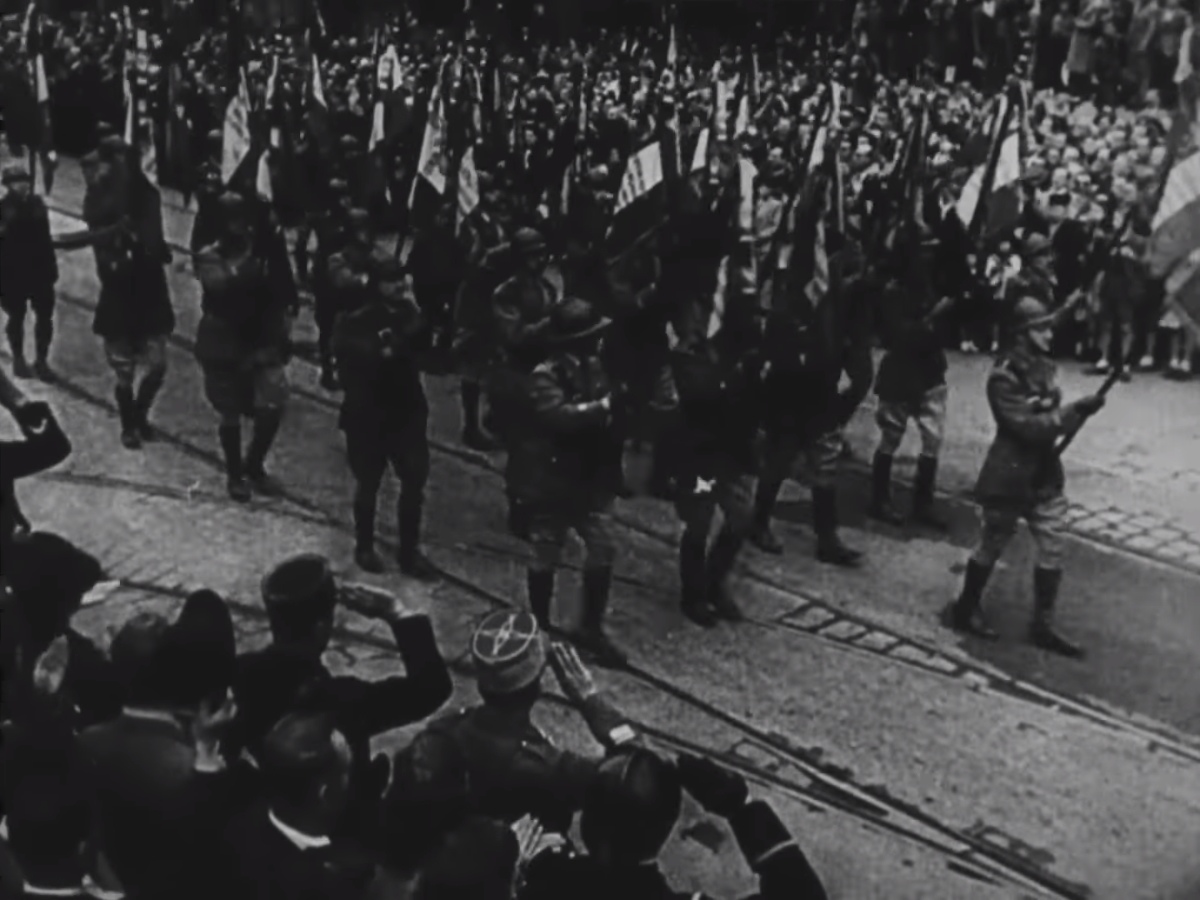
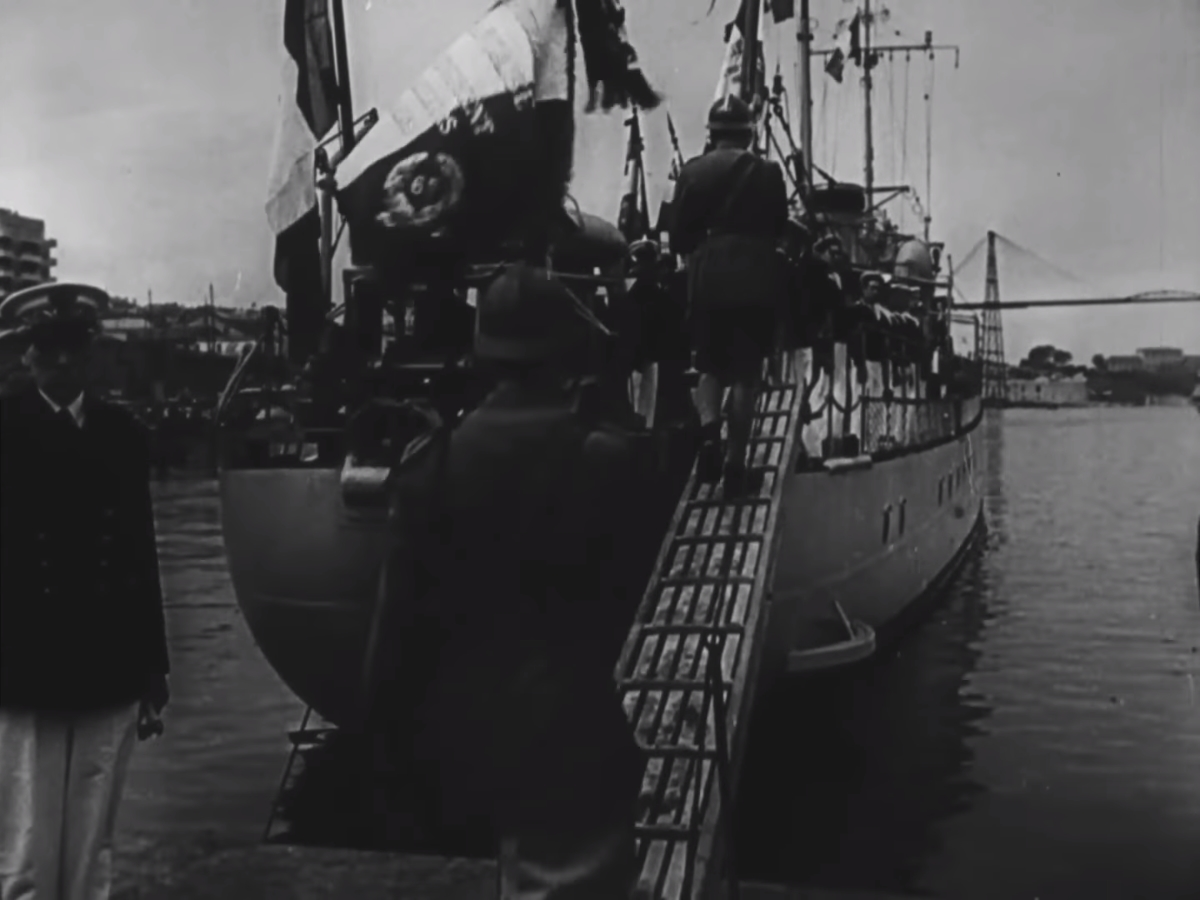
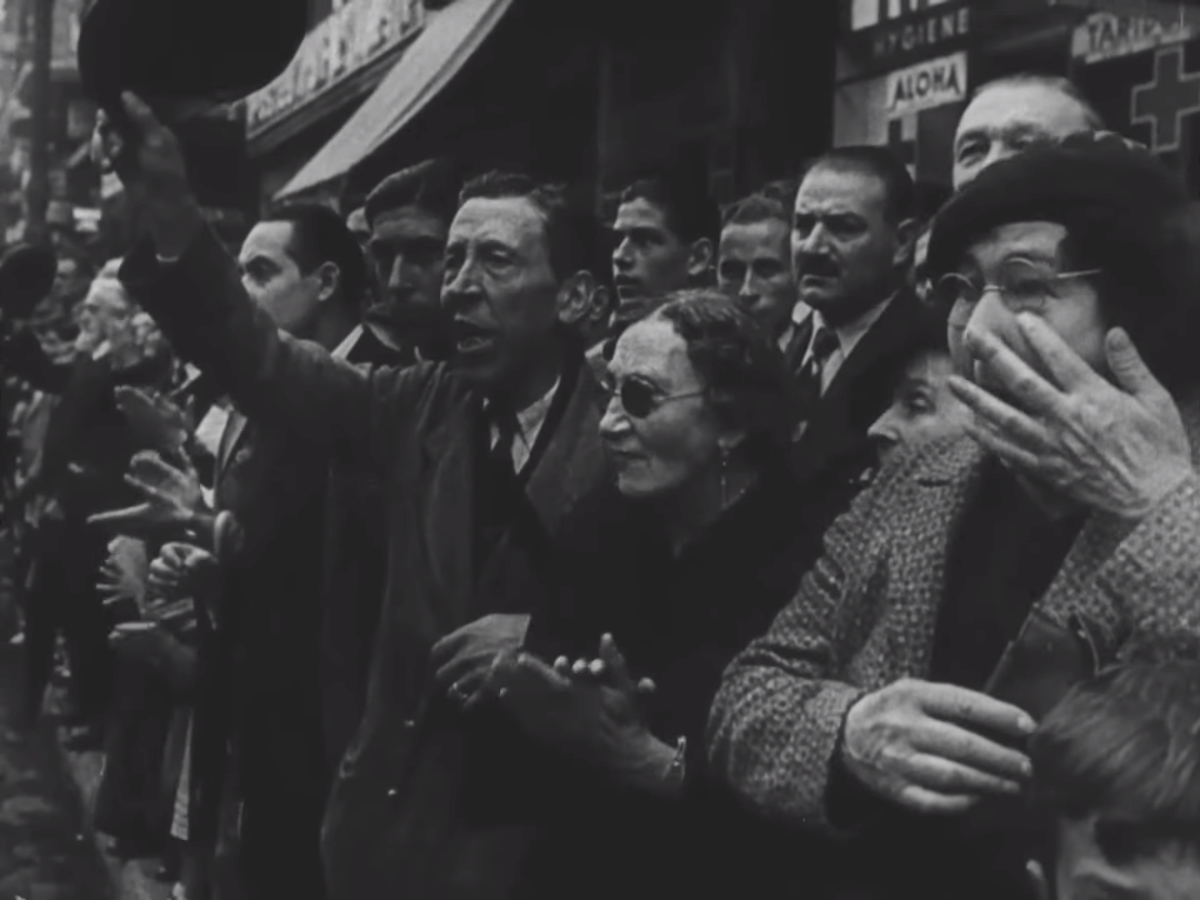
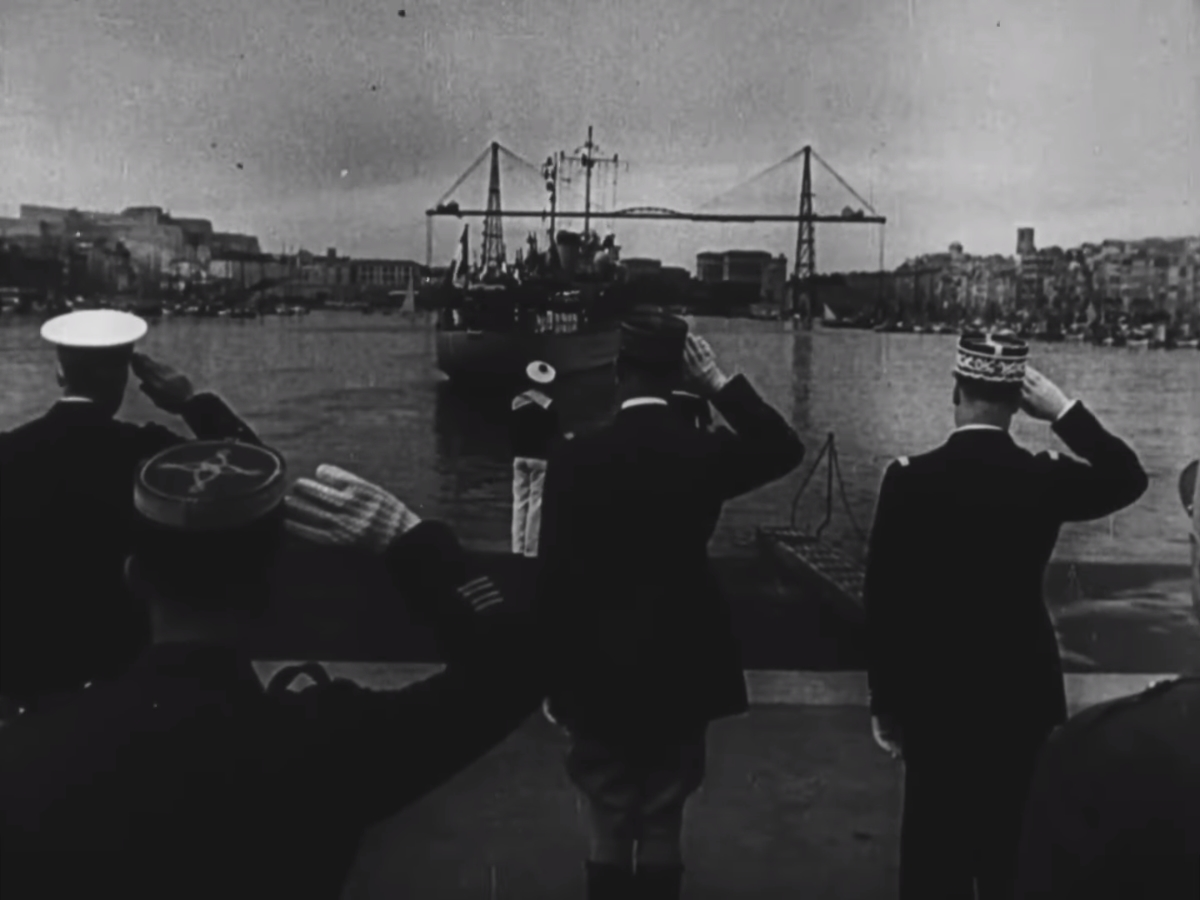
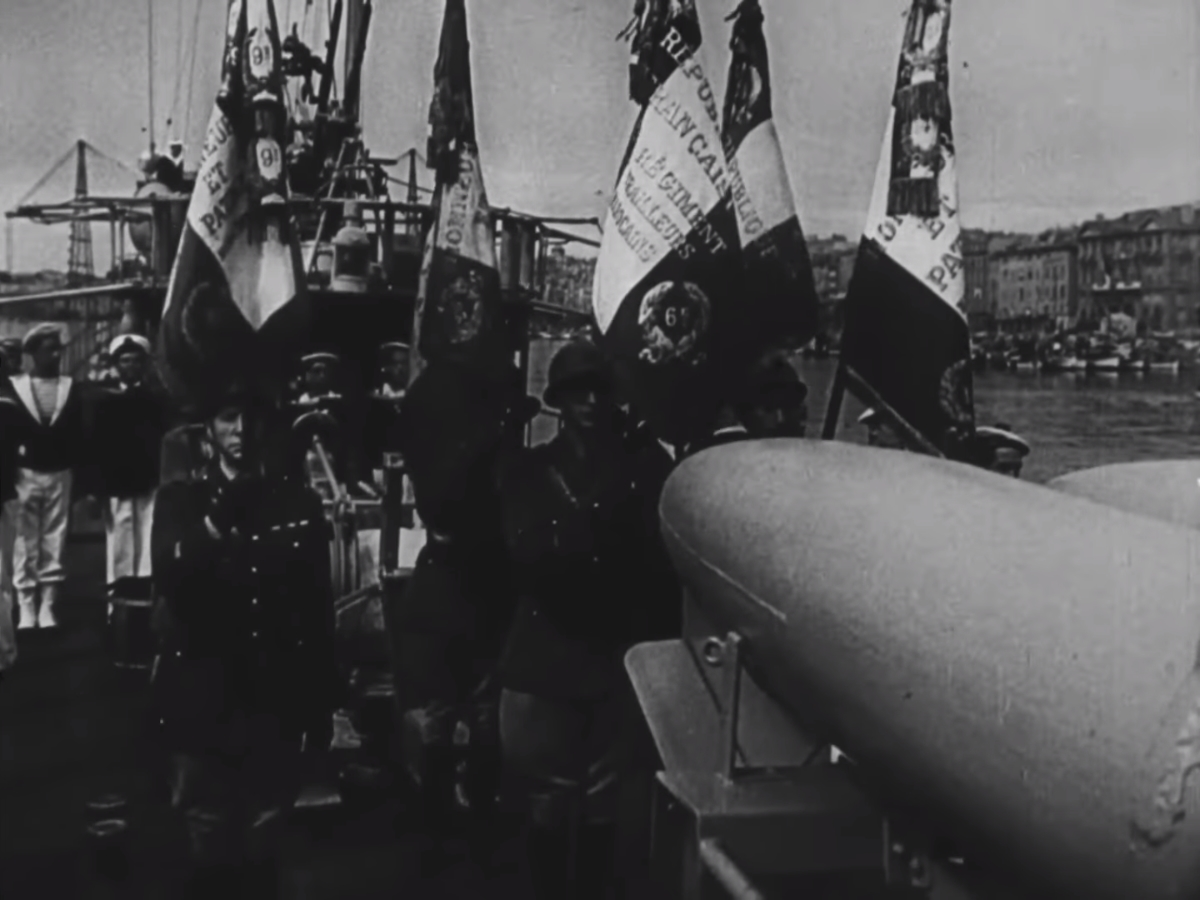

## Symbole de la France vaincue
Marcel de Renzis transmet la pellicule au correspondant de l'agence Keystone à Vichy. Afin de contourner la censure, le film est passé à un diplomate étranger qui l'amène à Lisbonne et, de là, la met dans un avion pour New York, lançant ainsi sa diffusion auprès de la presse américaine.

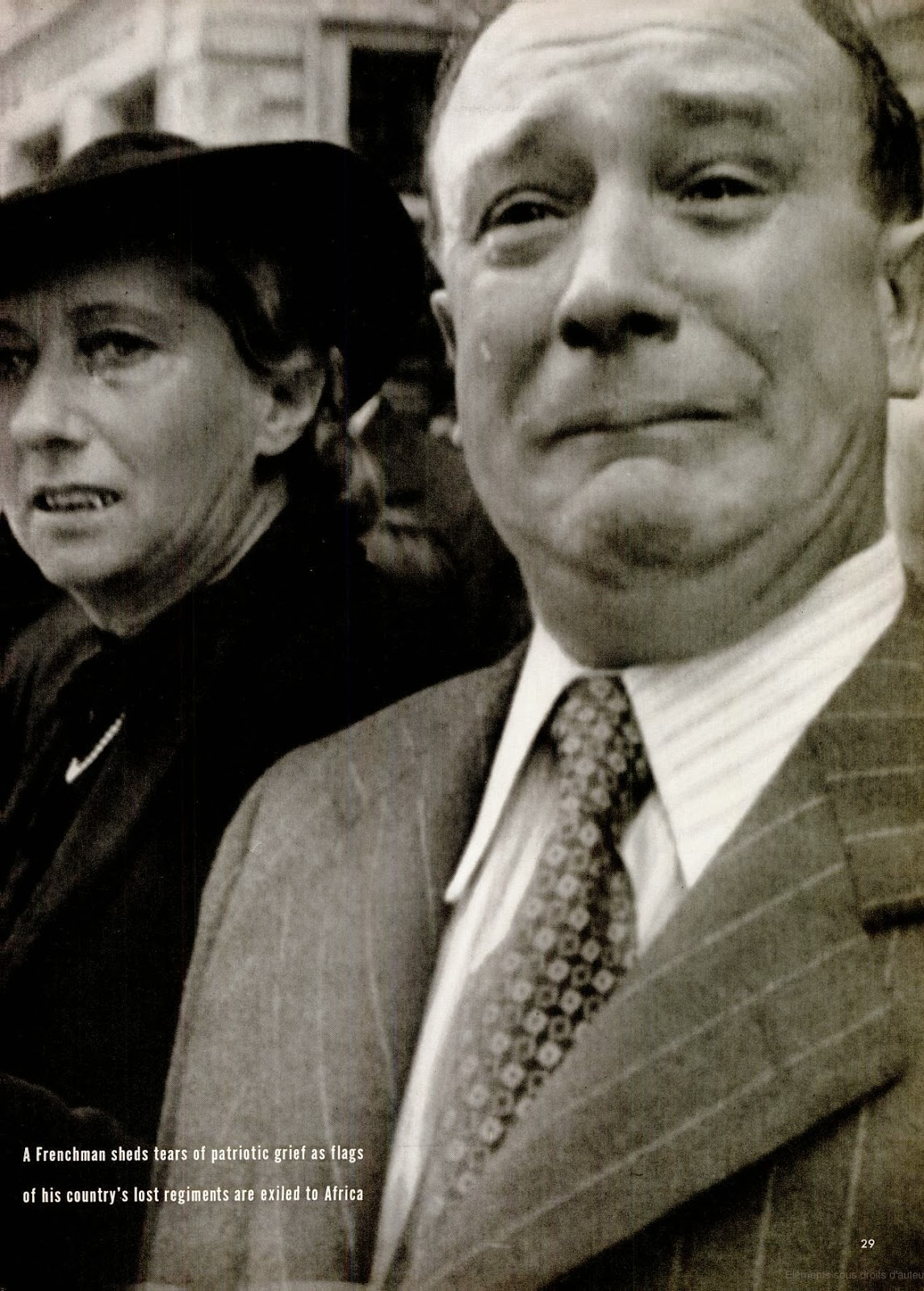
Aux États-Unis, Life fait du cliché sa Photo de la semaine le 3 mars 1941.

Une photographie (ou plutôt un photogramme), tirée du film et centrée sur l'homme en pleurs est publiée dans le magazine américain Life du 3 mars 1941 en tant que « Picture of the week » (« Photo de la semaine »). La légende indique : « Un Français verse des larmes de tristesse patriotique au moment où les drapeaux des régiments disparus de son pays sont exilés en Afrique »,. Accompagné d'une photo du défilé des drapeaux, un court paragraphe raconte : « Les larmes s'écoulant le long des joues de ce Français furent partagées par beaucoup d'autres dans les rues de Marseille. Le spectacle qui a engendré cette émotion était [un] défilé. Les drapeaux des régiments français vaincus, coincés depuis juin dernier dans la France non-occupée, ont été amenés jusqu'aux docks pour être transportés en Algérie. Normalement, ces drapeaux aurait été conservés dans un musée parisien, comme ils le furent après la guerre franco-prussienne, mais aujourd'hui Paris est un territoire occupé. Par conséquent, les drapeaux ont été envoyés, pour les protéger, à l'armée coloniale du général Weygand »,. Cette première parution touche profondément l'opinion américaine. À la fin du mois, en zone libre, l'hebdomadaire français 7 jours, basé à Lyon, fait de la photographie sa une du 30 mars 1941, avec le titre « Les drapeaux s'en vont, un Français pleure » et la larme légèrement retouchée pour être plus visible.
L'image, comme film ou comme simple cliché, est mondialement diffusée et devient un symbole de la douleur de la France défaite par l'Allemagne nazie, particulièrement aux États-Unis et au Royaume-Uni. La propagande américaine en fait usage. Elle figure sur des publicités pour l'achat des « war bonds », l'emprunt du gouvernement auprès de la population. Une brochure intitulée Depuis 1939  éditée par le Bureau d'information de guerre des États-Unis en 1944 emploie la photo, sous une autre d'un défilé de troupes allemandes près de l'Arc de triomphe, ce qui a pu entretenir une confusion, bien que le texte donne le bon contexte.
L'émotion soulevée par cette image aux États-Unis l'a fait choisir pour figurer en 1943 dans un film de propagande américain, Diviser pour régner de la série Pourquoi nous combattons (Why We Fight), réalisée par Frank Capra : l'audience atteinte par le symbole en ressort élargie. C'est d'ailleurs une récurrence de Capra de s'attarder sur des visages silencieux en gros plans, dans ses fictions comme dans ses œuvres  de propagande. Ce troisième opus détaille la conquête de l'Europe continentale par les forces de l'Axe,. La fin traite de la débâcle militaire en France face à la Blitzkrieg, la sauvegarde de troupes alliées évacuées à Dunkerque, l'arrivée au pouvoir de Pétain, la possibilité de poursuivre la guerre depuis l'empire colonial et la signature de l'armistice. L'Occupation, ses privations et ses humiliations — la visite d'Adolf Hitler à Paris — sont ensuite montrées. La disparition de la démocratie est représentée par le désespoir de la foule parisienne lors de l'annonce des conditions de l'occupation dans les premiers jours,. La cérémonie d'adieu aux drapeaux à Marseille en septembre 1940 est alors évoquée, à travers les images filmées par Marcel de Renzis, toujours pour figurer la tristesse des Français défaits. Après ces scènes pessimistes, le documentaire termine sur une note encourageante et un ton héroïque en présentant la France libre du général de Gaulle. La séquence du départ des drapeaux vers l'autre côté de la Méditerranée en 1940 permet une transition avec le débarquement allié en Afrique du Nord : le narrateur proclame « Oui, la population pleure en regardant ses couleurs s'éloigner, sans savoir que, deux ans plus tard, ces mêmes drapeaux seront à nouveau déployés en Afrique du Nord, aux côtés du Stars and Stripes et de l'Union Jack ! ».
Pourquoi nous combattons est d'abord seulement destiné à enseigner les bases du conflit et décrire les territoires concernés aux nouvelles recrues américaines. À la demande expresse du président Franklin Delano Roosevelt, cette série de documentaires est également programmée dans les cinémas à l'intention du grand public. L'objectif est de convaincre la population américaine du bien-fondé de l'entrée en guerre des États-Unis, après vingt ans d'isolationnisme,,. Au Royaume-Uni, Winston Churchill exige aussi de les projeter au cinéma. Cette série de films est ensuite diffusée dans les salles françaises à la Libération. Les versions traduites en français, en espagnol et en portugais sillonnent l'Europe, l'Amérique du Sud et le Canada. Des projections ont enfin lieu dans les ambassades américaines des pays vaincus occupés par les troupes alliées.

## Identification du sujet
En 1949, alors que la photographie est devenue mondialement célèbre, classée alors dans les cinq meilleurs clichés au monde, le réseau de radio-télévision américain NBC tente d'identifier le fameux homme en larmes. L'ambassade de France à Washington transmet la demande à France-Soir, tandis que, de son côté, l'agence Reuters charge directement de l'enquête son correspondant à Marseille, Jean-Marie Audibert. Ce dernier se rend au siège du Provençal pour trouver Marcel de Renzis, qui se souvient d'un film envoyé à Keystone en 1940 mais pas spécialement de « l'homme qui pleure ». En pleine nuit, Gaston Defferre, patron du Provençal, accepte d'en parler à la une et un article titré « L'Amérique recherche ce Marseillais qui pleurait » y paraît le 13 mars 1949, accompagné du portrait. Dès le lendemain, Stéphano Bistolfi, ancien joueur de l'Olympique de Marseille, identifie Jérôme Barzotti. L'inconnu enfin découvert est interviewé par Le Provençal et la nouvelle relayée par France-Soir et Le Figaro ainsi qu'aux États-Unis. La recherche lancée par NBC a ainsi été accomplie en moins de vingt-quatre heures,.
Jérôme Barzotti reste plutôt modeste malgré l'impact de sa photographie. Il l'avait d'ailleurs déjà découverte bien avant 1949. Aussi, en 1948, lors de vacances à Chamonix, un touriste belge le reconnaît et vient lui serrer la main. Jérôme Barzotti déclare le jour de son identification par la presse : « Mon expression était celle d'un homme qui avait le cœur serré par le spectacle auquel il assistait. Je ne faisais du reste que traduire le chagrin de tous les Marseillais qui s'étaient ce jour-là massés sur la Canebière ». Auprès de sa famille, il tempère également qu'« ils m'ont pris en photo sans que je m'en rende compte mais il n'y avait pas que moi qui pleurait dans la foule ce jour-là » et soutient que cette mise en lumière aurait très bien pu concerner d'autres spectateurs. Jérôme Barzotti, né le 24 juillet 1892, âgé de 59 ans en 1949, est un Marseillais d'origine corse, habitant dans le quartier de Saint-Barnabé et tenant un commerce de tissus rue du Tapis-Vert,. Son épouse, Charlotte, est elle aussi présente sur le cliché aux côtés de son mari, vêtue de noir et coiffé d'un chapeau incliné. « L'Homme en pleurs de 1940 » tient tout le reste de sa vie à demeurer discret et à ne tirer aucun profit du moment immortalisé, malgré de nombreuses propositions dont des publicités. Jérôme Barzotti meurt le 27 novembre 1976, à l'âge de 84 ans,. À l'occasion, le journal local Le Provençal fait de la célèbre photographie sa une. Le journaliste Marcel de Renzis est quant à lui mort en 1998.

## Confusions

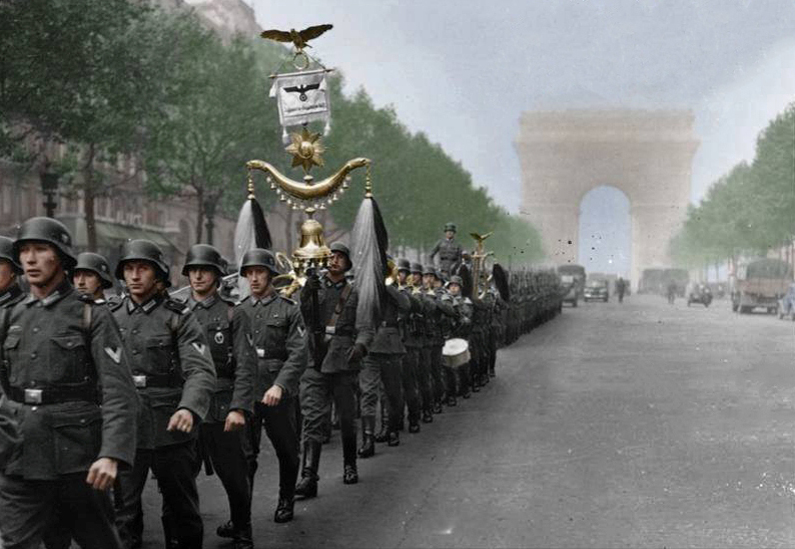
L'image est parfois erronément prise pour celle d'un Français pleurant à l'arrivée des troupes allemandes dans Paris en 1940.

Bien que les premières publications aient indiqué avec exactitude l'origine et le cadre précis de l'image, son sens a parfois ensuite fait l'objet d'approximations, au gré de ses apparitions dans des revues, documentaires et expositions et sur Internet.
L'erreur la plus commise est de penser qu'il s'agit d'un Parisien, possiblement sur les Champs-Élysées, pleurant à l'arrivée des troupes allemandes dans Paris le 14 juin 1940. Par exemple, les archives fédérales américaines conservent un exemplaire du cliché avec cette fausse description. L'utilisation récurrente de l'icône de « l'Homme qui pleure » mis en parallèle d'images de l'arrivée des soldats allemands à Paris, voire de la visite d'Adolf Hitler, peut avoir participé à cette confusion répandue. Par exemple, dans Diviser pour régner, les images du Marseillais en larmes sont placées entre deux séquences montrant Paris (mais le commentaire du narrateur est exact). Un reportage d'époque d'Associated Press intitulé « Fall of Paris » (« Chute de Paris ») va jusqu'à détourner le passage des pleurs pour donner l'impression que Jérôme Barzotti réagit au défilé de l'armée allemande au pied de l'Arc de Triomphe.
D'autres sources, créditant tantôt Associated Press, tantôt Movietone News, placent la photo dans le même contexte d'exil des drapeaux vers l'Afrique du Nord, mais en la datant de février 1941, voire du 19 février 1941,. L'exemplaire conservé dans les collections du Metropolitan Museum of Art de New York est attribué à George Méjat de Fox Movietone, tout en mentionnant le bon contexte.
D'autres ont attribué comme contexte la joie de la Libération, que ce soit à Paris ou à Marseille, inversant totalement le sens de ces larmes. Le propre neveu de Jérôme Barzotti croit jusque dans les années 2010 que son oncle avait été photographié pleurant de joie au défilé des troupes alliées à la Libération de Marseille.
En 1988, le documentaire De Nuremberg à Nuremberg utilise les images de Marcel de Renzis au tout début de la deuxième partie intitulée La Défaite et le Jugement. Le montage porte à confusion et faire croire que « l'Homme qui pleure » est Jacques Bonsergent, le premier civil parisien fusillé sous l'Occupation : le commentaire en voix off du réalisateur Frédéric Rossif indique, parlant de la photo, « Septembre 40. La France est coupée en deux par la ligne de démarcation. Les drapeaux français s'embarquent pour l'Afrique du Nord à Marseille. Partout dans le monde, la photo de cet homme symbolisera la tristesse et la défaite de la France » mais, sans transition, enchaîne sur la présentation d'une nouvelle photo, celle de Jacques Bonsergent, qui peuvent laisser penser que ce sont une seule et même personne.
En 2007, un tirage de la photo est vendu aux enchères, mais le commissaire-priseur en donne une description erronée : « C'est une photo d'une dépêche de l’agence United Press International prise par George Méjat à Marseille en 1940 à l'entrée des Nazis dans la ville ».

## Postérité
En 2004, dans l'épisode Allocutions familiales de la quinzième saison du dessin animé Les Simpson, l'archive est parodiée dans un passage où un groupe d'enfants pleure, avec Milhouse Van Houten arborant exactement la même expression au premier plan.
Dans le jeu vidéo Call of Duty 3 : En marche vers Paris (2006), le célèbre cliché de l’Homme qui pleure apparaît dans une cinématique montrant l’entrée des Allemands dans la capitale française.